# Бритва (філософія)
У філософії, бритва[джерело?] — принцип, який дозволяє виключити («збрити») малоймовірні пояснення для різних феноменів.

## Приклади бритв
- Бритва Оккама: Коли стикаються суперечливі гіпотези, слід вибирати ту, яка заснована на меншій кількості припущень, що спрощує її перевірку. «Не збільшуй сутності без необхідності.»
- Бритва Генлона: «Ніколи не приписуй злому наміру те, що можна адекватно пояснити дурістю.»[2]
- Бритва Гітченса: «Те, що стверджується без доказів, може бути відкинуто без доказів.»
- Бритва Майка Алдера: Якщо щось не може бути з'ясовано шляхом експеримента або спостереження, то воно не варте обговорення.
- Принцип фальсифікації Поппера: Теорія, щоб вважатися науковою, повинна бути фальсифікованою.
- Бритва Айн Ренд: Сутності не слід примножувати понад необхідність, і як наслідок: «Сутності не повинні бути інтегровані без необхідності.»[3]